# Montecorvino Rovella
Montecorvino Rovella är en ort och kommun i provinsen Salerno i regionen Kampanien i Italien. Kommunen hade 12 682 invånare (2017).